# بورجا لازارو
بورجا لازارو (انگلیسی: Borja Lázaro؛ زادهٔ ۵ آوریل ۱۹۸۸) بازیکن فوتبال اهل اسپانیا است.
از باشگاه‌هایی که در آن بازی کرده‌است می‌توان به باشگاه فوتبال لگانس و باشگاه فوتبال اسپورتینگ خیخون اشاره کرد.